# ماگاسا
ماگاسا (به ایتالیایی: Magasa) یک کومونه در ایتالیا است که در استان برشا واقع شده‌است.

## خصوصیات
ماگاسا ۱۹ کیلومترمربع مساحت و ۱۴۵ نفر جمعیت دارد و ۹۷۸ متر بالاتر از سطح دریا واقع شده‌است.